# Coolhaveneiland
Coolhaveneiland is een benaming voor een deel van het Rotterdamse stadsdeel Delfshaven, ten zuiden van de Coolhaven. Het omvat het grootste deel van de oude wijk Delfshaven alsmede het nieuwe Lloydkwartier. Het gebied wordt begrensd door de Achterhaven in het westen, de Coolhaven in het noorden, de Parkhaven (en Parksluizen) in het oosten, en de Nieuwe Maas in het zuiden. 

## Context benaming
De benaming Coolhaveneiland is van recente datum. Het gebruik van de naam voorkomt verwarring tussen de naam van het stadsdeel Delfshaven en de naam van de wijk Delfshaven. Stadsdeel Delfshaven (voorheen deelgemeente en sinds 2014 officieel 'bestuurscommissiegebied') én wijk Delfshaven zijn beiden vernoemd naar het historische Delfshaven dat in 1389 door Delft werd gesticht en in 1886 door Rotterdam werd geannexeerd.
Naast de praktische reden vertegenwoordigt de benaming Coolhaveneiland ook een visie op het gebied. De naam impliceert een eenheid tussen de oude wijk Delfshaven en het nieuwe Lloydkwartier. In 2006 tekenden de deelgemeente Delfshaven samen met het OBR, Stadswonen en Woonbron een convenant om van het gebied Coolhaveneiland een "aantrekkelijke en creatieve stadswijk" te maken. De benaming Coolhaveneiland is zeer courant in ambtelijke kringen en bij semipublieke instellingen. Ook onder bewoners, ondernemers en bezoekers vindt de naam ingang. Veel oudere bewoners houden echter vast aan de traditionele benaming van hun wijk. 

## Gebouwen

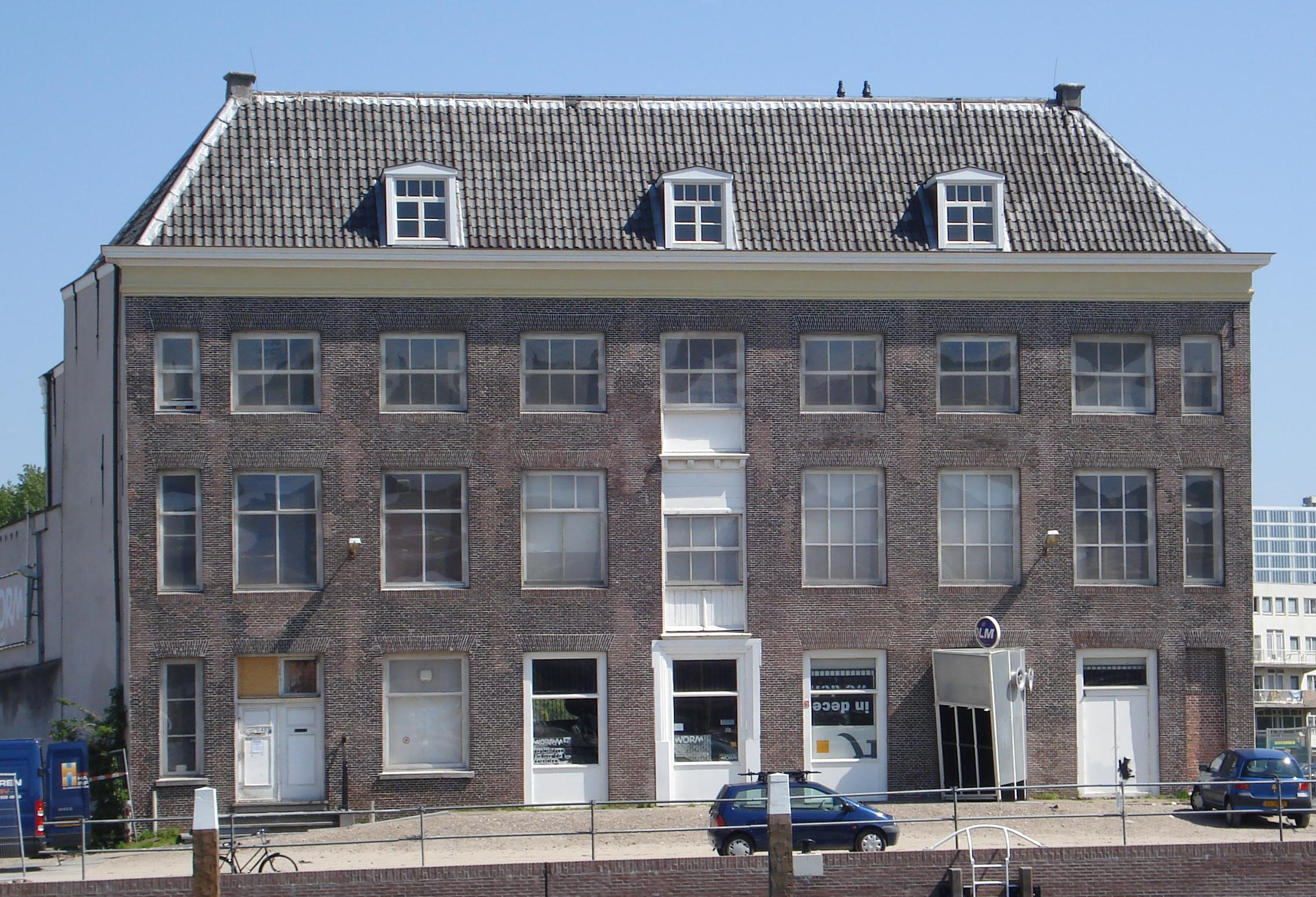
Het gerestaureerde bakstenen pakhuis van de voormalige Verenigde Oostindische Compagnie.

Aan de oostzijde van het Coolhaveneiland staat het pand De Machinist. Op het eiland staan enkele rijksmonumenten: het voormalige belastingkantoor Puntegale, de lokale Zeevaartschool (nu Hogeschool Rotterdam), en de panden van het voormalige Scheepvaartvereniging Zuid, de voormalige Uitgeverij Wyt, het voormalige Rotterdamsch Lyceum en het bakstenen pakhuis (VOC-magazijn) van de voormalige Verenigde Oostindische Compagnie.